# Timàlia caragolet alabarrada
La timàlia caragolet alabarrada (Spelaeornis troglodytoides) és un ocell de la família dels timàlids (Timaliidae).
Habita el sotabosc i zones amb bambú a l'Himàlaia de l'est de Bhutan, sud-est del Tibet, Índia oriental al sud-est d'Arunachal Pradesh, nord-est de Myanmar i centre i sud-oest de la Xina des del sud-oest de Kansu i sud de Shensi, cap al sud, a través de Szechwan fins al nord-oest de Yunnan.